# Alfred Colsman

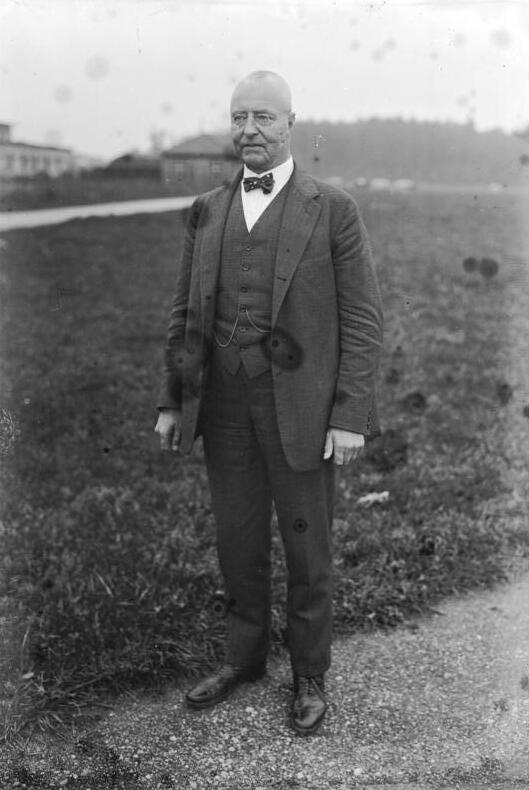
Alfred Colsman 1929

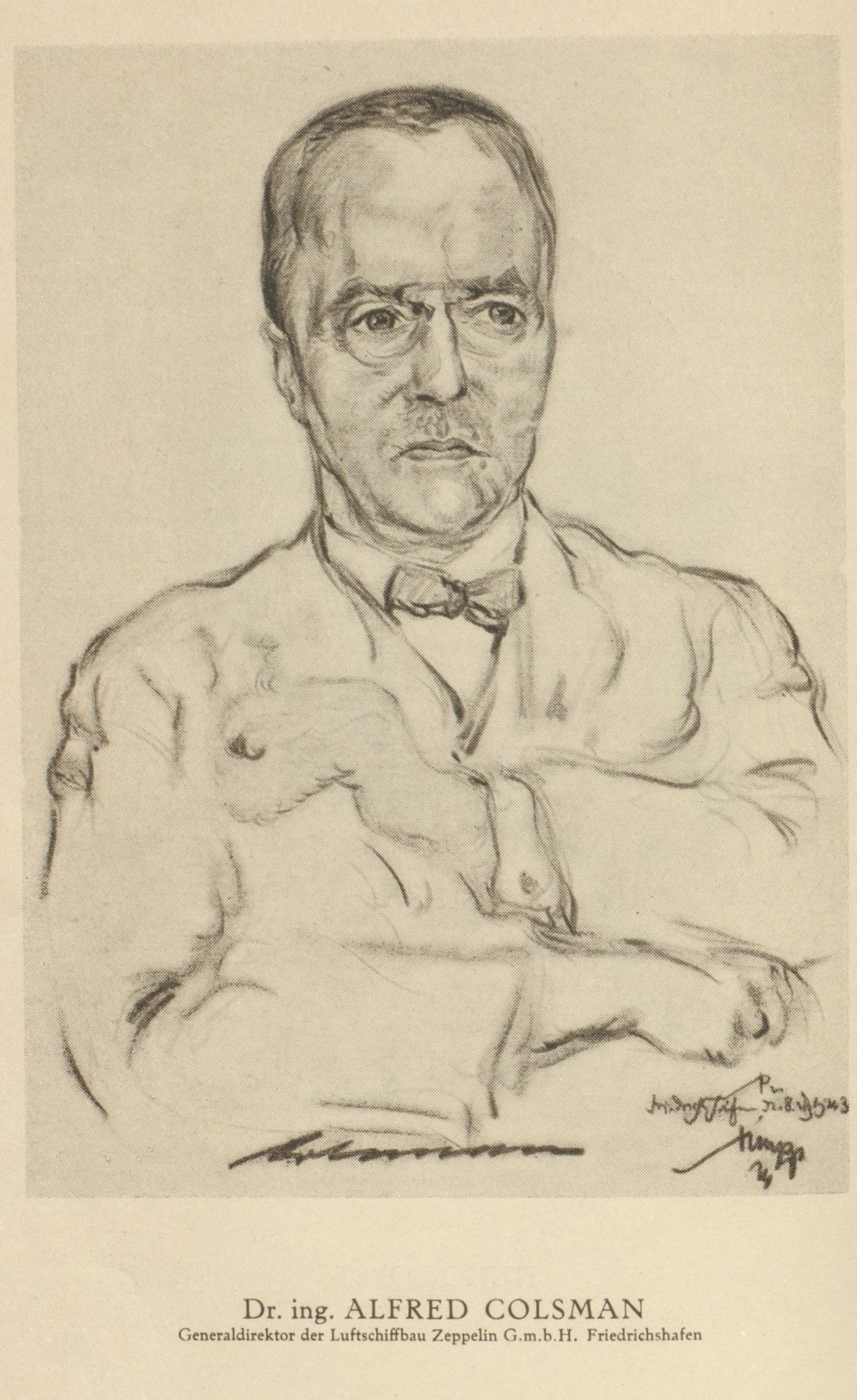
Emil Stumpp: Alfred Colsman (1926)

Alfred Colsman (* 7. Mai 1873 in Werdohl; † 9. Januar 1955 ebenda) war ein deutscher Ingenieur und Manager, der als Generaldirektor und Architekt des Zeppelin-Konzerns die Entwicklung der Luftschifffahrt im Namen Ferdinands Graf von Zeppelin wesentlich mitprägte.

## Leben
Sein Vater Johann Friedrich Colsman besaß in Werdohl eine Fabrik, die verschiedene Produkte aus dem damals neuen Werkstoff Aluminium herstellte. Wie seine Brüder Carl und Rudolf Colsman bereitete er sich durch ein Studium an der Technischen Hochschule (Berlin-)Charlottenburg, wo er Mitglied des Corps Rheno-Guestphalia wurde, und einige Auslandsreisen auf eine spätere Tätigkeit in diesem Unternehmen vor.
1899 heiratete er Helene Berg, eine Tochter des Lüdenscheider Fabrikanten Carl Berg, dessen Unternehmen ebenfalls Aluminium verarbeitete und schon 1892 dem Luftschiffpionier David Schwarz, sein Luftschiff aus Aluminiumblech baute.
Graf Zeppelin gewann 1897 Berg für seine Idee des Luftschiffbaus und fertigte nun u. a. dort das Aluminiumgerüst für seine Zeppeline, zunächst dem des LZ 1. Colsman saß nach dem Tod seines Schwiegervaters ab 1907 im Aufsichtsrat der Firma Berg.
Bereits vorher hatte er den Grafen zum ersten Mal in dessen Geburtshaus, dem Inselhotel in Konstanz, persönlich getroffen und besuchte anschließend mit ihm in Friedrichshafen die schwimmende Hallenkonstruktion, mit dem Gerüst des im Bau befindlichen Z1. Ein zweites Treffen erfolgte 1906 bei der Beerdigung von Carl Berg. Dort äußerte Graf von Zeppelin Colsman gegenüber den Wunsch, eine neue Luftschiffbau-Gesellschaft zu gründen.
Erste Gründungsmitglieder waren die Metallwarenfabrik Carl Berg und die Friedrich Krupp GmbH.
Als nach dem Wunder von Echterdingen am 5. August 1908 die Volksspende dem Grafen Zeppelin über 6,3 Millionen Mark (nach heutigem Geldwert ca. 100 Mio. EUR) an Spenden einbrachte, wurde Colsman als Generaldirektor (Vorstandsvorsitzender) – jedoch ohne Ernennungsurkunde – eingesetzt, da die bisherige Organisation des LZ nicht überlebensfähig war. Diese Spende floss in eine Stiftung zur Förderung „des Luftschiffbaus und der Luftschiffahrt“ ein und diente somit einem Neuanfang. Am 8. September 1908 wurde die Zeppelin-Luftschiffbau GmbH gegründet und am 30. Dezember 1908 schließlich die Zeppelin-Stiftung.
Für seine Vorhaben war die bisherige Werft in Manzell zu klein und der Unterhalt der Schwimmhalle auf dem See, zu kostenintensiv. Mit dem Kauf eines Grundstücks von 75 Hektar in Friedrichshafen-Waggershausen wurde der Grundstein für eine Expansion gelegt.
1910 befand sich Colsman an Bord des Zeppelins LZ 7, der neun Tage nach der Jungfernfahrt am 28. Juni nach Motorenausfall im Unwetter am Limberg bei Bad Iburg im Teutoburger Wald abstürzte. Bei dem Unglück kam niemand zu Schaden.
Alfred Colsman gründete mehrere Tochterunternehmen für verschiedene, funktionsspezifische Aufgaben:
- 1909, die erste Luftreederei der Welt, die Deutsche Luftschiffahrts-AG (DELAG) deren Vorstandstätigkeit er neben Hugo Eckener wahrnahm.[2]
- 1909, Kurgarten-Hotel GmbH (heutiges Gelände des Graf-Zeppelin-Hauses, als Hotel und Wohnsitz des Grafen von Zeppelin)
- 1909, Luftfahrzeug-Motorenbau GmbH. Leiter wurde Karl Maybach. 1912 erfolgte die Umsiedlung von Bissingen an der Teck nach Friedrichshafen und die Umbenennung in Motorenbau GmbH, nach dem WK 1 dann in Maybach-Motorenbau GmbH.
- 1909, Carbonium GmbH, zur Herstellung von Wasserstoff. 1910 explodierte das Werk und führte zur Gründung der Zeppelin Wasserstoff- und Sauerstoff-AG (ZEWAS)
- 1909, eine Ballonhüllenfabrik in Berlin-Staaken, für die Gaszellen der Zeppeline.
- 1910, ZEWAS
- 1913, Zeppelin-Hallenbau GmbH, zum Bau der Luftschiffhallen, und die Zeppelin-Wohlfahrt GmbH (s. u.)
- 1915, Zahnradfabrik Friedrichshafen GmbH, Getriebe, zur Übertragung der Motorkraft auf die Propeller. Gründung zusammen mit Max Maag, dem Lieferant des technischen Know-how, der mit 48 % beteiligt war.
- 1917, das Zeppelin-Werk Lindau GmbH, geleitet von Claude Dornier. Die Werft in Seemoos, die Abteilung Do, wurde in die neue Firma integriert.
- 1918, Holzindustrie Meckenbeuren GmbH, zur Belieferung der Konzernbetriebe mit Bau- und Schnittholz.

Neben der Aufgabe der wirtschaftlichen Expansion sah sich Colsman auch als sozial denkenden und engagiert tätigen Unternehmer. Dieses Engagement führte 1913 – am 75. Geburtstag des Grafen von Zeppelin – zum Entschluss, die Zeppelin-Wohlfahrt GmbH zu gründen. Es war gleichzeitig der Beginn der Gründung eines weit gefächerten Sozialwerks.
Colsman beauftragte Paul Bonatz, der sich durch den Bau des Stuttgarter Hauptbahnhofs einen Namen gemacht hatte, mit dem Bau eines Zeppelindorfes, einschließlich seiner notwendigen Infrastruktur wie Molkerei, Sparkasse, Mühle etc. und sogar einer Badeanstalt. Für unverheiratete Mitarbeiter wurden Ledigenheim und Wohnheim angemietet. Hinzu kamen Sozialstation, Wöchnerinnenheim, Kinderheim und Mütterberatung. Sechs Bauernhöfe wurden gekauft oder gepachtet. Werkstätten unterhielt man für Reparaturen. Zum Transport der Agrarprodukte nach Friedrichshafen wurde die Teuringer Talbahn GmbH, gebaut und betrieben, und war Tochtergesellschaft der Zeppelin-Wohlfahrt GmbH.

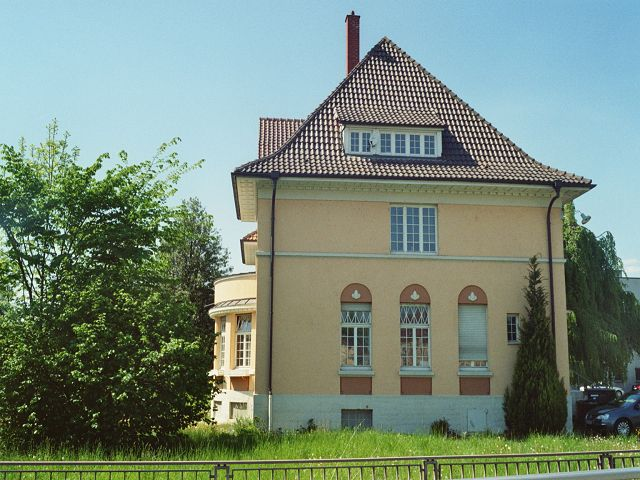
Colsman-Villa in Friedrichshafen

Um 1930 zog sich Colsman wegen grundsätzlicher Meinungsverschiedenheiten mit Hugo Eckener aus dem Zeppelin-Konzern zurück. Er lebte anschließend wieder in Werdohl, wo er sich auch mit heimatgeschichtlichen Forschungen beschäftigte. In Friedrichshafen sind eine größere Straße sowie einer der Säle im Kultur- und Kongresszentrum Graf-Zeppelin-Haus nach Colsman benannt. Ferner gibt es noch die Colsman-Villa, in der Colsman bis 1931 mit der Familie gelebt hat. In der Stadtgeschichte Friedrichshafens werden Colsman und seine Leistungen wegen seiner Ausgründungen und seines unternehmerischen Weitblickes im Zeppelin-Konzern noch vor den Verdiensten Eckeners gewürdigt.
Im Frühjahr 1945 wirkte er an der kampflosen Übergabe seiner Heimatstadt an die US-Armee mit und wurde kurzzeitig als Bürgermeister von Werdohl eingesetzt. Nach dem Krieg engagierte er sich in der FDP, für die er bei der Bundestagswahl 1949 erfolglos kandidierte.

## Ehrungen

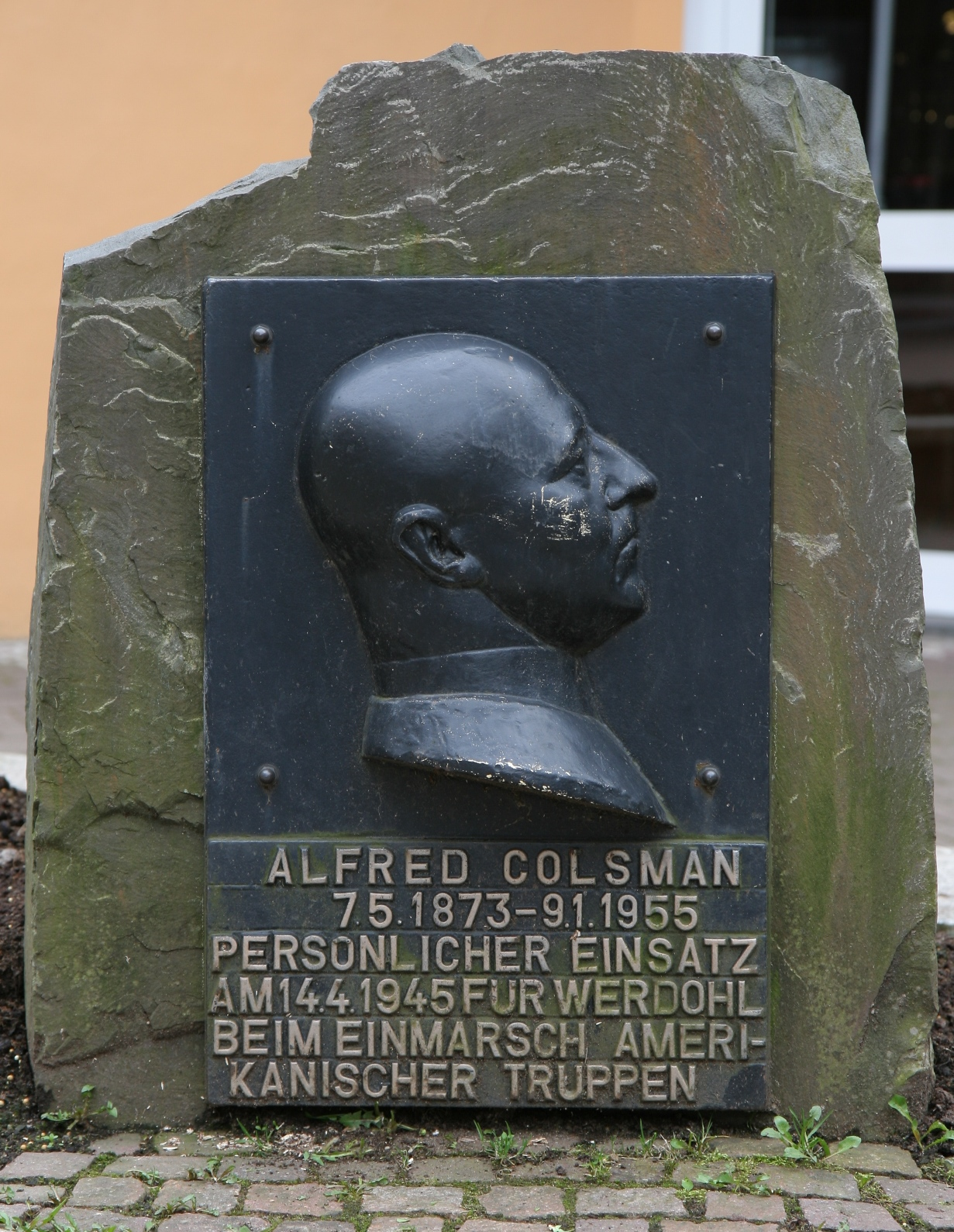
Gedenkstein in Werdohl

- 1917: Ehrentitel Kommerzienrath, verleihen vom König von Württemberg, Wilhelm II
- 1925: Ehrenbürgerrecht der Stadt Friedrichshafen
- 1929: Dr. h. c. (honoris causa), verliehen von der Technischen Hochschule Stuttgart
- 1953: Großes Verdienstkreuz der Bundesrepublik Deutschland
- 1953: Benennung einer Straße in Friedrichshafen nach ihm
- 1993: Benennung eines Platzes in seiner Geburtsstadt Werdohl, mit Errichtung
- 1995: einer Reliefbüste
- 2015: Eröffnung des Alfred Colsman-Hauses in Friedrichshafen

## Schriften
- Luftschiff voraus! 1933.